# Décsy Ede
Décsy Ede (angolul: Edward Detsy; névváltozat: Detshy Ede) (19. század) magyar honvédhadnagy, amerikai őrnagy.

## Élete
Legkorábban Pivány Jenő 1913-ban Cleveland-ben (Ohio) megjelent angol nyelvű kötete nyomán Halász Imre összefoglalása alapján kapunk hírt Décsy Edéről.
A keleti hadjáratokban a következő magyar tisztek vettek részt: Kozlay volt honvédkapitány és Mundee (amerikai nevén Mándy) dandárparancsnok, Korponay Gábor (volt honvédtiszt), Kovács István (egykori honvédőrnagy), Décsy Ede (volt honvédhadnagy), továbbá Semsey Károly (volt honvédfőhadnagy) - mindannyian mint őrnagyok. Ugyanott szolgáltak "Manyhardt" József (valószínűleg azonos Menyhárt G. János honvédhadnaggyal) és a komáromi születésű Rózsafi Mátyás (szintén volt honvédtiszt) mint századosok, és még sok más magyar tiszt.

## Kapcsolódó szócikk
- Az amerikai polgárháború magyar résztvevőinek listája